# 藤堂高刑
藤堂 高刑（とうどう たかのり）は、安土桃山時代から江戸時代初期にかけての武将。藤堂高虎の家臣。本姓は鈴木氏で、後に藤堂姓を賜る。仮名は仁右衛門。室は織田信清の娘（藤堂高虎養女）。

## 生涯
天正5年（1577年）、近江国で鈴木弥右衛門と、藤堂虎高の娘（藤堂高虎の姉）の子供として生まれた。
天正19年（1591年）に増田長盛を烏帽子親として元服した。叔父・高虎に仕え、翌年（1592年）の朝鮮出兵で初陣を果たし、敵の船を奪い取るなどの手柄を立てる。関ヶ原の戦いでは大谷吉継の家臣・湯浅五助を討ち取った。
慶長20年（1615年）に大坂夏の陣に先鋒の一人として参加したが、5月6日、八尾・若江の戦いで長宗我部盛親隊の猛攻撃を浴びて藤堂隊が壊滅状態に陥った際に、多くの将兵と共に、高刑、氏勝、良勝、桑名吉成ら重臣も戦死した。享年39。
墓は大阪府八尾市本町の常光寺にある。子孫は、伊勢津藩の藤堂仁右衛門家として代々城代家老（番頭）を務めた。

## 逸話
関ヶ原の戦い
関ヶ原の戦いにおいて、ハンセン病を煩っていた大谷吉継は、自害する前に側近の湯浅五助に「病み崩れた醜い顔を敵に晒すな」と申し伝えて果てた。五助は主君の命を守り、取った吉継の首を戦場から離れた場所に埋めた。埋め終わったときに、五助は藤堂高刑に発見される。五助は、「私の首の代わりに、主君の首をここに埋めたことを秘して欲しい」と頼み、高刑はそれを受けて五助の首を取った。
藤堂高虎は、自分の甥（高刑の母は高虎の姉）が勇猛な侍として名高い五助の首を取ったことに喜び、徳川家康の本陣に報告した。高虎と高刑が五助の首を持参すると、家康は手柄を褒めつつ、大谷吉継の側近中の側近である五助なら主君の居場所も知っているはずと、高刑を詰問した。
「知らない事はないが、五助と他弁をしないと誓って首を取ったので、このことはどなた様にも言えませぬ。どうぞ、私を御処分くだされ」と高刑は答えた。吉継の首のありかを言えば、更なる大手柄になるというのに頑としてありかを言わない姿勢に家康は感心し、自分の槍と刀を与えた、という話が今日まで伝わっている。